# Nybro Vikings IF

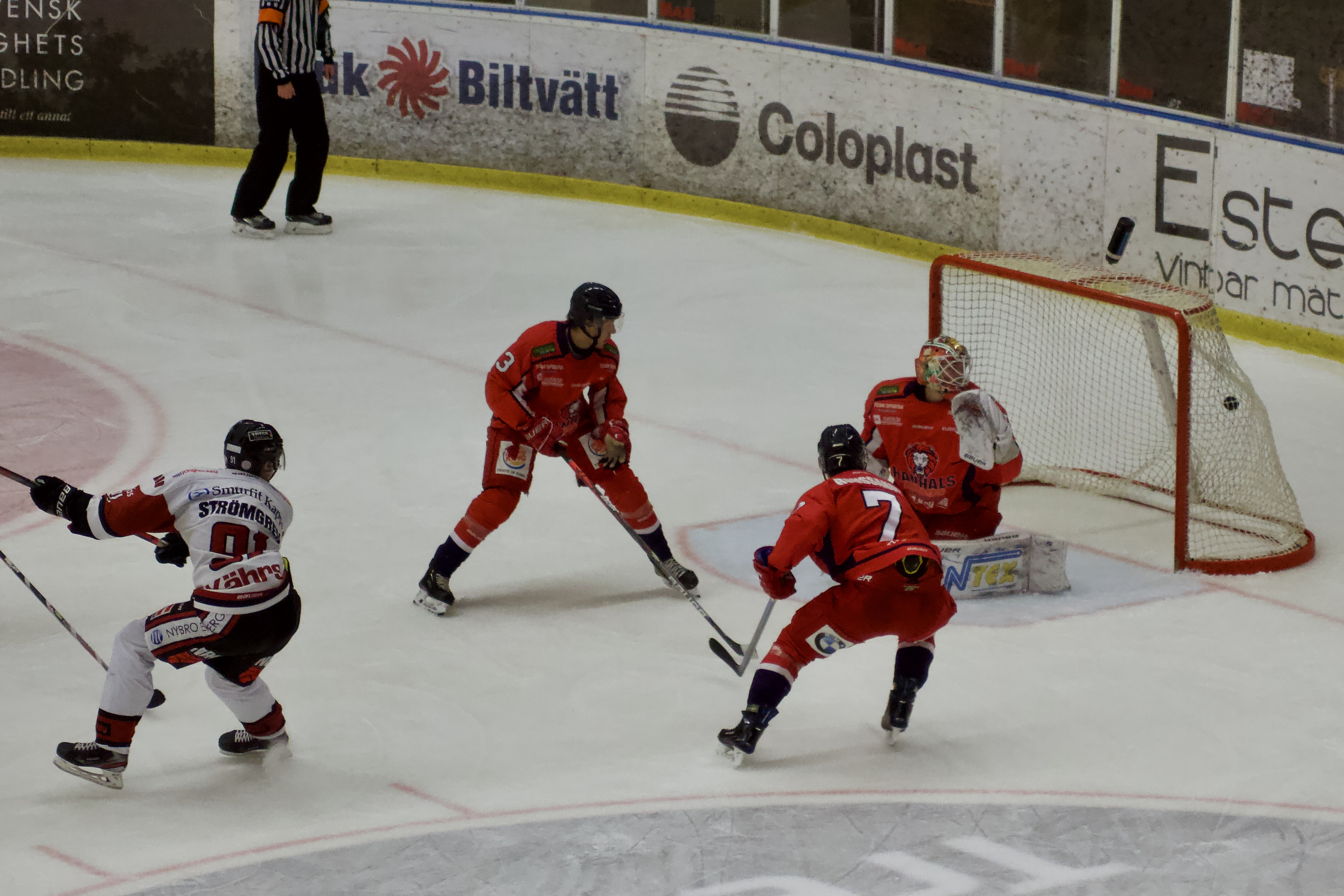
Fredrik Strömgren gör det avgörande målet 1–3 för Nybro i matchen Hanhals i Kungsbacka ishall 17 november 2019

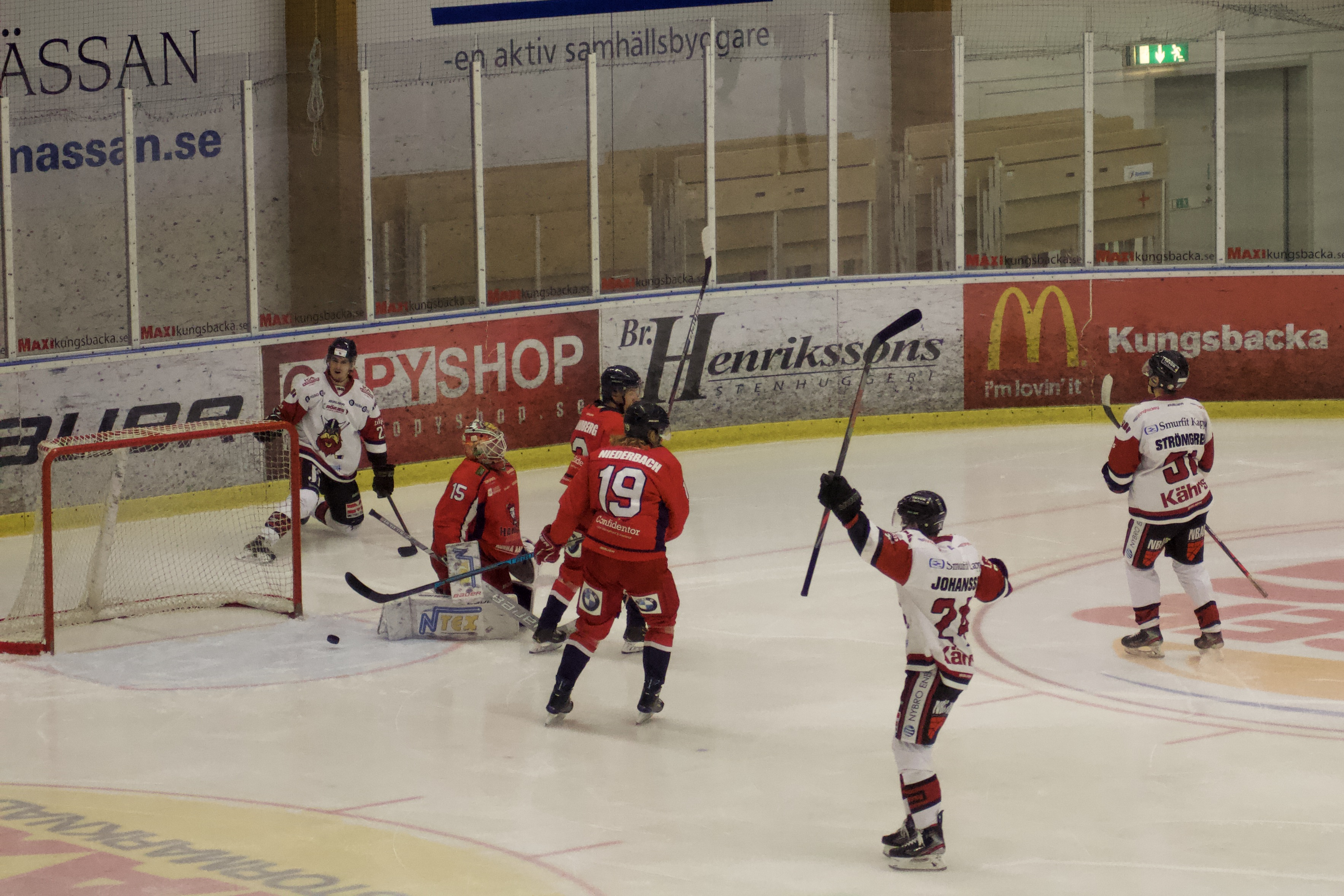
Fabian Ilestedt har gjort 0–2 i 20:e minuten under matchen Hanhals–Nybro i Kungsbacka ishall 17 november 2019

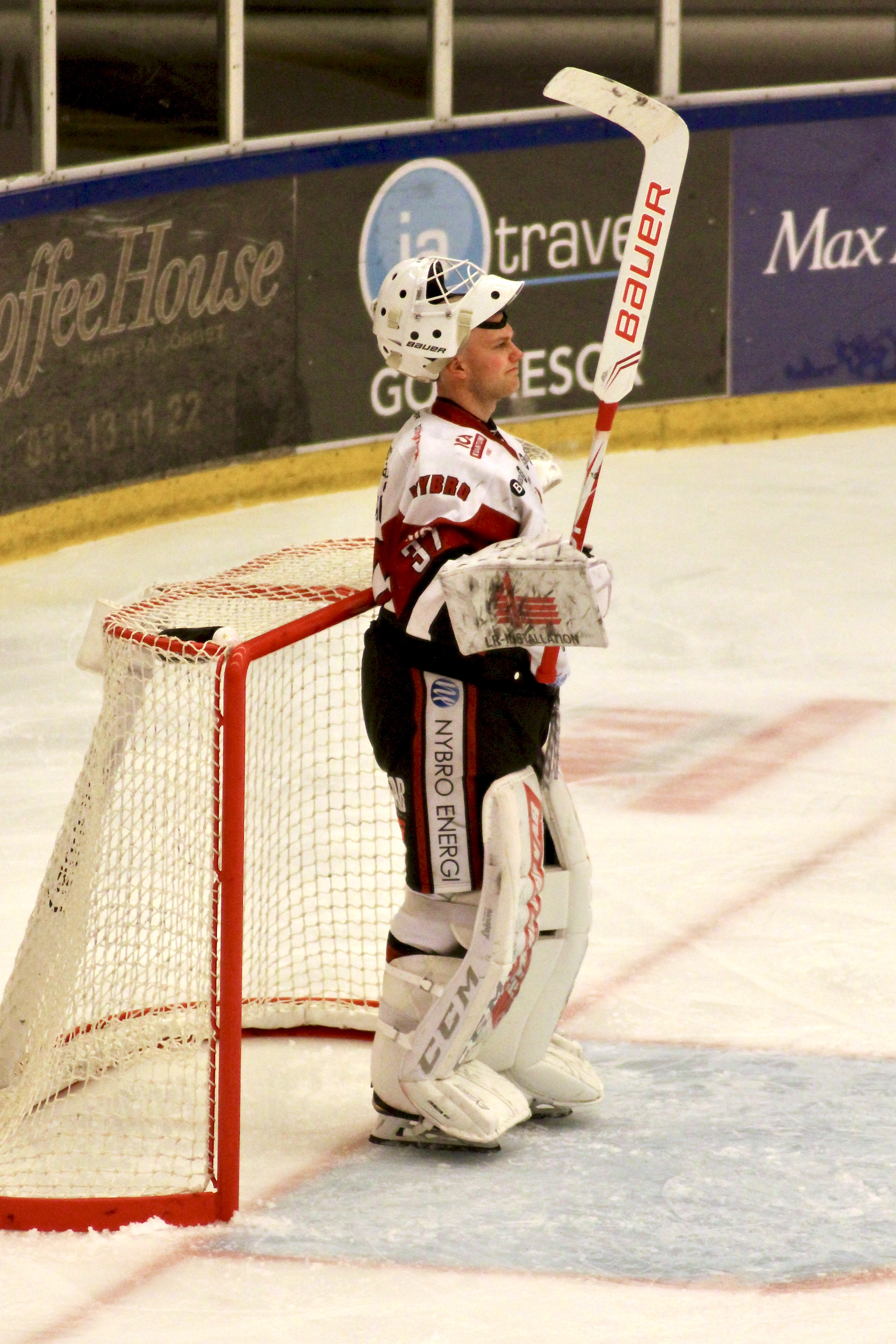
Robin Johansson, målvakt i Nybro Vikings sedan 2019, vid match i Borås 6 november 2019

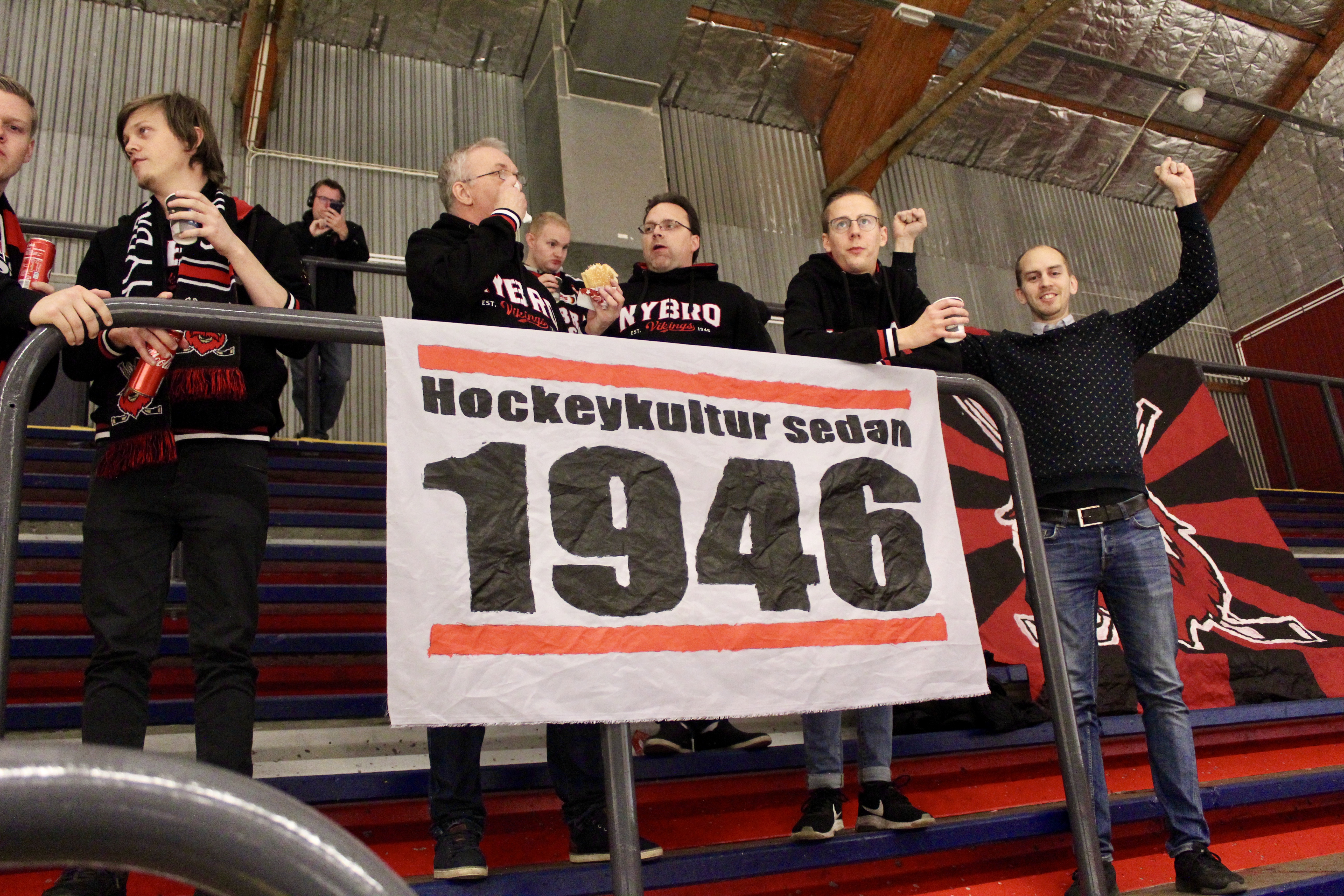
Viking support i Borås Arena 6 november 2019

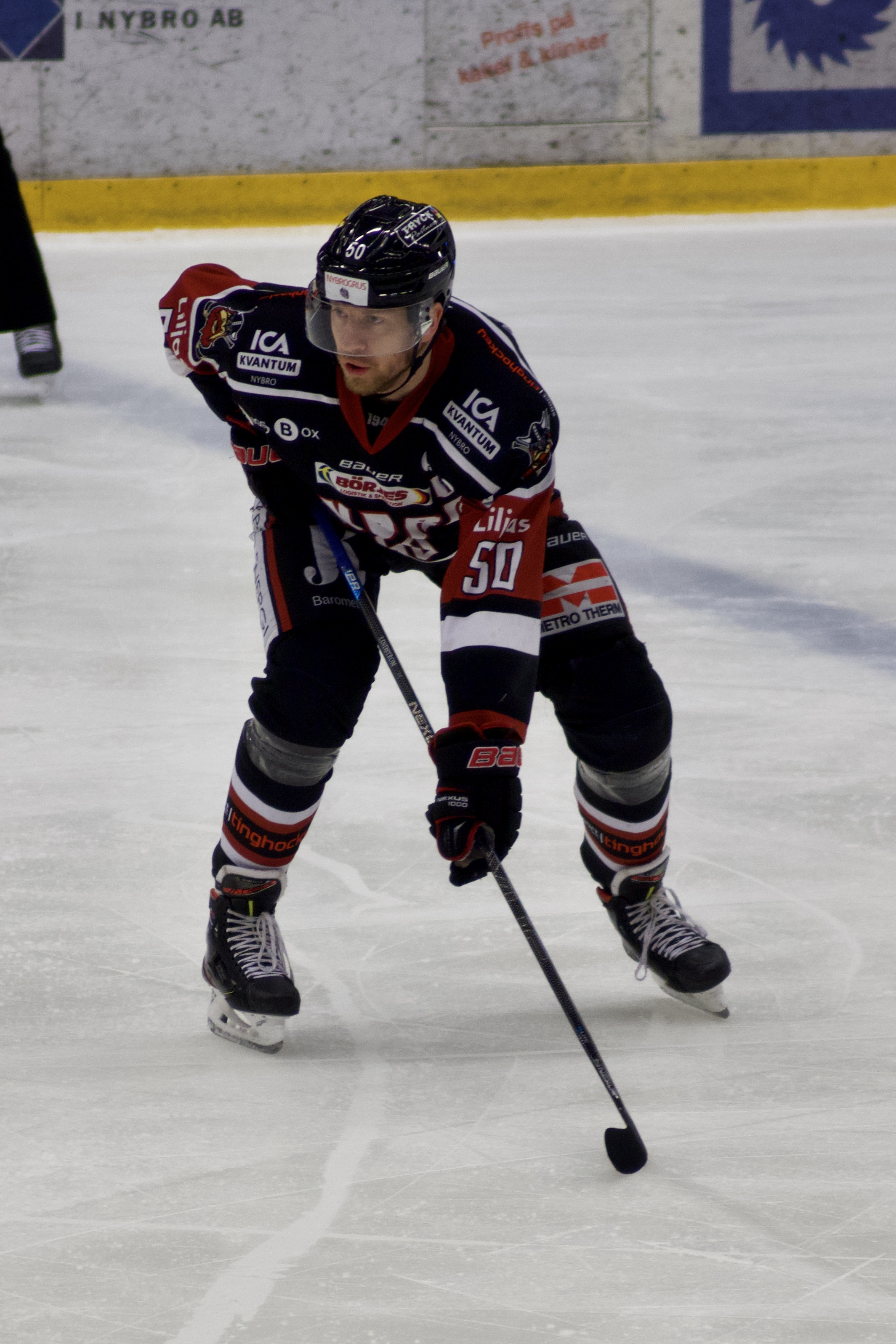
Erik Lindström i Allettanpremiären mot Halmstad Hammers 28 december 2019.

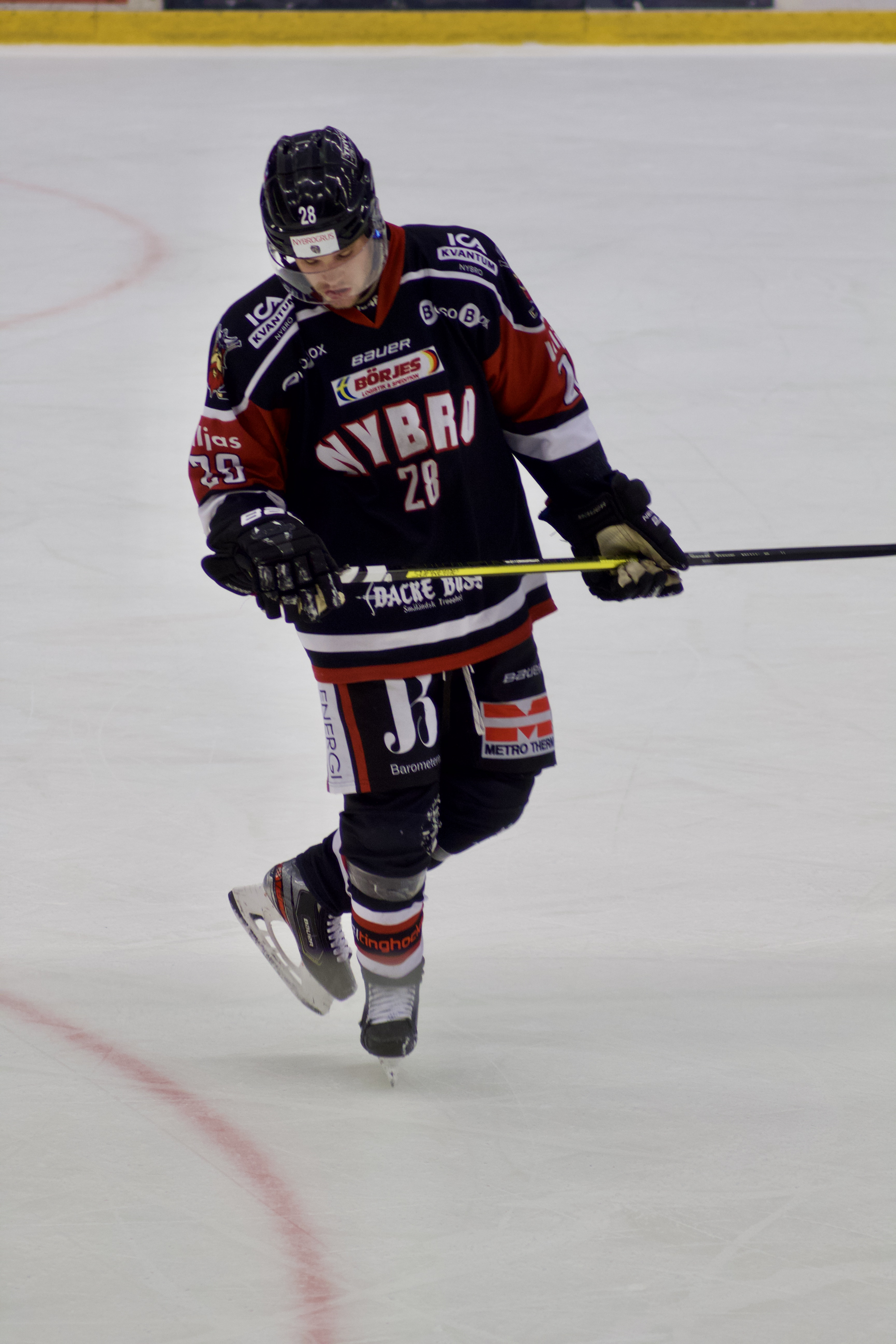
Sebastian Borg i Allettanpremiären 2019.

Nybro Vikings IF, utläses Nybro Vikings Ishockeyförening, är en ishockeyklubb från Nybro i Småland med ursprung i Nybro IF och IK Ymer där man började spela ishockey i seriespel 1946. Klubbens första storhetstid var åren 1968–1970 då man spelade i högsta serien (Division I). Dessutom har man 30 säsonger i näst högsta divisionen, där man återigen spelar sedan säsongen 2023/2024. Föreningens mest framgångsrika spelare är Fredrik Olausson (Stanley Cup, VM-silver, SM-guld och Svensk ishockeys Hockey Hall of Fame) och Björn "Böna" Johansson (VM-silver, Canada Cup, Stora Grabbars Märke).
Säsongen 2023/2024 spelar A-laget i Hockeyallsvenskan, efter att ha vunnit kvalserien från Hockeyettan. Dessutom har man lag för J20, J18, flera pojklag, en tjejhockeysatsning samt hockeyskola inom föreningen. Hemmamatcherna spelas i Sveriges fjärde äldsta ishall, Liljas Arena, byggd 1963 under namnet Victoriahallen. Supporterklubben heter Viking Support och är en fristående förening som bildades 2004.

## Spelare
Föreningens mest kända spelare är Fredrik Olausson och Björn "Böna" Johansson. Olausson har ett VM-silver, ett Stanley Cup-guld med Detroit Red Wings, två SM-guld samt 581 poäng på 1022 NHL-matcher i fem olika lag. Sedan 2020 är han dessutom invald i svensk ishockeys Hall of Fame. Huvudpersonen på isen när Nybro nådde högsta serien var Björn "Böna" Johansson som även spelade i högsta serien för Södertälje SK och deltog i landslaget under fem år, vilket resulterade i ett VM-silver och fyra brons. Böna har också tilldelats utmärkelsen "Stor grabb" inom svensk ishockey. 
Pontus Petterström, Tobias Johwelin och William Quist har alla tre draftats av NHL-lag, men utan att kontrakteras. Petterström har dessutom två SM-guld och tre silver. Förutom Fredrik Olausson och Björn Johansson har även Åke "Älgen" Elgström och Jonny Ågren fått sina tröjor hissade och sina nummer pensionerade. På damsidan har Nybro fostrat Lisa Johansson som tagit två SM-guld (AIK och Luleå HF) och SM-silver med AIK, samt två brons i U18 VM. Säsongen 2016/2017 utsågs hon till årets spelare i SDHL.

## Historia

### IK Ymer och Nybro IF
Ishockeyn kom till Nybro 1945 efter kontakter med det nybildade Smålands ishockeyförbund. Kontakterna togs av bandyklubben IK Ymer, en pojkklubb från stadsdelen Paradiset bildad 1939. De var egentligen ute efter att bygga en bandybana, men resultatet blev en ishockeykommitté där även representanter för Nybro IF och Pukebergs BK deltog. I januari 1946 fanns en bana färdig som finansierats med en konståkningsgala. Första matchen spelades av IK Ymer 25 januari mot F 12:s IF. Ymer förlorade med 3–0. Samma vinter spelades den första serien tillsammans med Nybro IF, Pukebergs BK samt Kalmar FF, Kalmar AIK, F12 och Lindås BK. Nybro IF slutade trea i denna första serie. Efter ett par år lade de andra Nybro-klubbarna ner sin ishockeyverksamhet till förmån för IK Ymer som blev stadens lag. Samtidigt tillhörde nästan samtliga Ymers spelare även Nybro IF i andra idrotter och när Ymers Evald Carlsson blivit ordförande i Nybro IF 1955 gick IK Ymer in som ishockeysektion under Nybro IF.
Under 50-talet fanns långt gångna planer på en konstfrusen bana, men kostnaderna var höga och just då hade fotbollen stora framgångar så det hela rann ut i sanden. När tankarna väcktes igen blev det istället aktuellt med en hall efter inspiration från tyska Krefeld där Evald Carlsson haft tillfälle att besöka en sådan hall. Med hjälp av stora frivilliginsatser kunde ishallen invigas som den femte i Sverige i oktober 1963.
| Säsong    | Division                             | Placering |             |         |
| IK Ymer   | IK Ymer                              | IK Ymer   | IK Ymer     | IK Ymer |
| --------- | ------------------------------------ | --------- | ----------- | ------- |
| 1948/1949 | Division III Mellansvenska Södra     | 4         |             | [ 14 ]  |
| 1949/1950 | Division III Mellansvenska Södra     | 5         |             | [ 15 ]  |
| 1950/1951 | Division III Mellansvenska Södra     | 4         |             | [ 15 ]  |
| 1951/1952 | Division III Mellansvenska Södra     | 5         |             | [ 16 ]  |
| 1952/1953 | [ a ]                                |           |             |         |
| 1953/1954 | [ a ]                                |           |             |         |
| 1954/1955 | Division III Mellansvenska Mellersta | 5         |             | [ 17 ]  |
| Nybro IF  |                                      |           |             |         |
| 1955/1956 | Division III Mellansvenska Östra     | 4         |             | [ 17 ]  |
| 1956/1957 | Division III Södra Sydsvenska B      | 6         |             | [ 17 ]  |
| 1957/1958 | Division III Södra Sydsvenska A      | 6         | Nerflyttade | [ 18 ]  |
| 1958/1959 | Division IV Sydöstra Småland         | 3         |             | [ 19 ]  |
| 1959/1960 | Division IV Sydöstra Småland         | 4         |             | [ 20 ]  |
| 1960/1961 | Division IV Sydöstra Småland         | 4         |             | [ 21 ]  |
| 1961/1962 | Division IV Sydöstra Småland         | 1         | Uppflyttade | [ 22 ]  |
| 1962/1963 | Division III Södra Sydsvenska B      | 8         |             | [ 23 ]  |
| 1963/1964 | Division III Södra Sydsvenska B      | 2         |             | [ 24 ]  |
| 1964/1965 | Division III Södra Sydsvenska B      | 2         |             | [ 25 ]  |
| 1965/1966 | Division III Södra Sydsvenska A      | 1         | Uppflyttade | [ 26 ]  |

Anmärkningar
1. 1 2  Säsongerna 1952/53 och 1953/54 saknas uppgifter om IK Ymers placeringar i Svenska Ishockeyförbundets publicerade tabeller. Troligen för att man spelade i lokala serier administrerade av Smålands ishockeyförbund.

### Division II, Allsvenskan och Division I
Den nya ishallen innebar ett stort uppsving för ishockeyn i Nybro och till säsongen 1966/67 nådde man division II, vilket vid denna tid verkligen var andradivisionen i svensk ishockey. Klubben hade annonserat efter spelare i Norrlandstidningar vilket gav resultat. Till säsongen 1968/69 kvalificerade man sig till Division I och till allas förvåning lyckades man försvara sin plats i serien till nästa säsong och blev därmed det första småländska lag som lyckades med den bedriften. Flest mål denna säsong gjorde Lars Molander följd av Finn Lundström. Björn "Böna" Johansson – som debuterat i A-laget redan 1964 – var en annan viktig kugge i laget likson tränaren Sven-Gunnar Markström.
Inför den andra säsongen i högsta serien värvades bl.a. Sverker Torstensson och Benny Andersson. I samma serie spelade derby-konkurrenten Tingsryds AIF som man byggt upp en stark rivalitet mot. I ett möte lagen emellan 1970 sattes publikrekordet med 4 027 åskådare, vilket inte är möjligt att överträffa idag när ståplatserna minskats i antal och reglerna för brandskydd stramats upp.
Efter att ha flyttats ner till division II igen 1970 tappade man inte mindre 12 spelare, bl.a. Björn Johansson som gick till Södertälje SK. De ersattes fr.a. med juniorer. NIF kom till seriestarten med ett rekordungt lag – 20,5 år i medelålder. Trots att de var uträknade på förhand vann de serien med spelare som Sven-Åke Rudby, Steffan Andersson och Lars Karlsson högst i den interna målligan. Vid denna tid var juniorverksamheten mycket stark i föreningen. Flera av Nybros spelare togs ut till ungdomslandslaget och Nybro vann Smålandsmästerskapen för juniorer 1969, 1970 och 1971 och var därmed kvalificerade för SM. 1969 tog man sig till SM-semifinal genom att besegra Rögle. I semifinalen blev man utslagna av Leksand. 1970 förlorade man mot Timrå i semifinalen efter att återigen ha besegrat Rögle i kvartsfinalen. I matchen om tredje pris besegrade man Grums och vann alltså ett JSM-brons. 1971 spelades JSM/Anton Cup i Nybro och NIF var återigen i semifinal denna gång efter att ha besegrat Malmö FF i kvartsfinalen. I semifinalen blev Färjestads BK för svåra och återigen fick man spela om tredje pris. Denna gång vann man mot Modo.
Säsongen 1971/72 defilerade A-laget genom Division II utan en enda förlust och vann serien med 10 poängs marginal. 1972/73 tog man den tredje raka seriesegern, men inte heller detta år lyckades man återta platsen i högsta serien. Åren som följer varierar resultaten mer. Seriesystemet läggs om 1975 och Nybro får spela i nya Division I, som nu är det namnet på andradivisionen. Under 1980-talet kommer man inte längre till playoff, istället blir besöken i kvalserien till Division I vanligare och 1990 flyttas man ner till Division II.
| Säsong    | Division            | Placering | Vårserie/Kval/Playoff                             |
| --------- | ------------------- | --------- | ------------------------------------------------- |
| 1966/1967 | Division II Södra B | 2         |                                                   |
| 1967/1968 | Division II Södra B | 1         | 2:a i Södra kvalificeringsserien, uppflyttade     |
| 1968/1969 | Division I Södra    | 6         |                                                   |
| 1969/1970 | Division I Södra    | 7         | 3:a i Södra kvalificeringsserien, nerflyttade     |
| 1970/1971 | Division II Södra B | 1         | 3:a i Södra kvalificeringsserien                  |
| 1971/1972 | Division II Södra B | 1         | 3:a i Södra kvalificeringsserien                  |
| 1972/1973 | Division II Södra B | 1         | 5:a i Södra kvalificeringsserien                  |
| 1973/1974 | Division II Södra B | 2         |                                                   |
| 1974/1975 | Division II Södra B | 5         |                                                   |
| 1975/1976 | Division I Södra    | 6         |                                                   |
| 1976/1977 | Division I Södra    | 6         |                                                   |
| 1977/1978 | Division I Södra    | 3         | Playoff: Utslagna av Örebro IK                    |
| 1978/1979 | Division I Södra    | 3         | Playoff: Utslagna av Mora IK                      |
| 1979/1980 | Division I Södra    | 4         | Playoff: Utslagna av Mora IK                      |
| 1980/1981 | Division I Södra    | 7         |                                                   |
| 1981/1982 | Division I Södra    | 5         |                                                   |
| 1982/1983 | Division I Södra    | 9         | 7:a i vårserien, 2:a i kvalserien till Division I |
| 1983/1984 | Division I Södra    | 8         | 3:a i vårserien                                   |
| 1984/1985 | Division I Södra    | 9         | 7:a i vårserien, 1:a i kvalserien till Division I |
| 1985/1986 | Division I Södra    | 9         | 6:a i vårserien                                   |
| 1986/1987 | Division I Södra    | 5         | 4:a i vårserien                                   |
| 1987/1988 | Division I Södra    | 10        | 5:a i vårserien                                   |
| 1988/1989 | Division I Södra    | 9         | 7:a i vårserien, 2:a i kval till Division I       |
| 1989/1990 | Division I Södra    | 9         | 8:a i vårserien, nerflyttade                      |

### 1990-talet
Efter nerflyttningen 1990 spelade Nybro kvar Division II nästan hela 1990-talet. Andra säsongen låg man riktigt illa till och var mycket nära att få kvala för att hålla sig kvar. Annars spelade man playoff eller Alltvåan de flesta säsongerna.
| Säsong          | Division            | Placering | Vårserie/Kval/Playoff                                                        |
| --------------- | ------------------- | --------- | ---------------------------------------------------------------------------- |
| 1990/1991       | Division II Södra B | 4         |                                                                              |
| 1991/1992       | Division II Södra B | 8         |                                                                              |
| 1992/1993       | Division II Södra B | 3         | Playoff: Utslagna av Linköping                                               |
| 1993/1994       | Division II Södra B | 3         | Playoff: Utslagna av Mariestad.                                              |
| 1994/1995       | Division II Södra B | 6         | 2:a i fortsättningsserien. Playoff: Besegrar Tyringe, utslagna av Oskarshamn |
| 1995/1996       | Division II Södra B | 2         | 7:a i Södra Alltvåan                                                         |
| 1996/1997       | Division II Södra B | 6         | 1:a i fortsättningsserien; Playoff: Utslagna av Alvesta                      |
| 1997/1998       | Division II Södra B | 1         | 6:a i Södra Alltvåan; Playoff: Utslagna av Borås                             |
| Nybro IF Hockey |                     |           |                                                                              |
| 1998/1999       | Division II Södra B | 3         | 6:a i Södra Alltvåan, serieomläggning kvalificerad för nya Division I        |

### 2000-talet
Efter serieombildningen 1999 där Allsvenskan blev en egen serie flyttades Nybro upp till Division I igen, men nu var det namnet på tredjedivisionen. Efter tre säsonger spelade man sig upp i Allsvenskan där man blev kvar i sju säsonger. Den framgångsrikaste säsongen under denna period var 2003/04 då man vann vårserien och gick vidare till playoff. 2002 var året för en annan stor händelse i klubbens historia. Då återvänder nämligen Fredrik Olausson till Nybro för att visa upp Stanley Cup-bucklan som han vunnit med Detroit Red Wings.
Efter att ha åkt ur serien 2009 drabbades klubben av ekonomiska problem och strax före jul säsongen 2011/2012 bröt man kontrakten med samtliga av sina spelare och erbjöd dem lägre löner. Orsaken var skulder på omkring 3 miljoner kronor. Flera spelare valde att inte förnya sina kontrakt till den lägre lönen och laget klarade inte att ta sig till Allettan denna säsong, men tog sig istället till playoff via fortsättningsserien som man vann. En stor del av skulderna fanns kvar i många år, vilket innebar en risk för att inte få elitlicens. År 2017 låg skulden på 1,6 miljoner kronor vilket vändes till ett överskott på 187 000 kr under 2018. För första gången på tio år var klubben skuldfri. Nu påbörjades en satsning uppåt i seriesystemet som resulterade i spel i kvalserien säsongerna 2020/21, 2021/22 och 2022/23. På tredje försöket vann man en oerhört dramatisk kvalserie och återfick en plats i Hockeyallsvenskan.
| Säsong           | Division           | Placering | Vårserie             | Kval/Playoff                                                                               |
| ---------------- | ------------------ | --------- | -------------------- | ------------------------------------------------------------------------------------------ |
| 1999/2000        | Division 1 Södra B | 1         | 6:a i Allettan Södra | 2:a i Playoff Södra A                                                                      |
| 2000/2001        | Division 1 Södra B | 4         | 3:a i Allettan Södra | 4:a Förkval Södra B                                                                        |
| 2001/2002        | Division 1 Södra B | 2         | 1:a i Allettan Södra | 2:a i Förkval; 1:a i kval till Allsvenskan, uppflyttade                                    |
| Nybro Vikings IF |                    |           |                      |                                                                                            |
| 2002/2003        | Allsvenskan Södra  | 8         | 4:a i vårserien      |                                                                                            |
| 2003/2004        | Allsvenskan Södra  | 8         | 1:a i vårserien      | Playoff: Utslagna av Bofors                                                                |
| 2004/2005        | Allsvenskan Södra  | 9         | 5:a i vårserien      | 2:a i Södra kvalserien till Hockeyallsvenskan                                              |
| 2005/2006        | Hockeyallsvenskan  | 12        |                      |                                                                                            |
| 2006/2007        | Hockeyallsvenskan  | 13        |                      |                                                                                            |
| 2007/2008        | Hockeyallsvenskan  | 11        |                      |                                                                                            |
| 2008/2009        | Hockeyallsvenskan  | 15        |                      | 3:a i kvalserien till Hockeyallsvenskan, nerflyttade                                       |
| 2009/2010        | Division 1F        | 4         | 4:a i Allettan Södra | Playoff: Besegrar Karlskrona, Arboga och Kiruna IF 4:a i kvalserien till Hockeyallsvenskan |
| 2010/2011        | Division 1F        | 2         | 3:a i Allettan Södra | Playoff: Besegrar Halmstad; utslagna av Björklöven                                         |
| 2011/2012        | Division 1F        | 5         | 1:a i vårserien      | Playoff: Utslagna av Olofström                                                             |
| 2012/2013        | Division 1F        | 7         | 4:a i vårserien      |                                                                                            |
| 2013/2014        | Division 1F        | 9         | 4:a i vårserien      | 2:a i kvalserien till Division 1                                                           |
| 2014/2015        | Hockeyettan Södra  | 5         | 3:a i vårserien      |                                                                                            |
| 2015/2016        | Hockeyettan Södra  | 10        | 4:a i vårserien      |                                                                                            |
| 2016/2017        | Hockeyettan Södra  | 4         | 6:a i Allettan Södra | Playoff: Besegrar Kalix, utslagna av Kristianstad                                          |
| 2017/2018        | Hockeyettan Södra  | 3         | 7:a i Allettan Södra | Playoff: Utslagna av Boden                                                                 |
| 2018/2019        | Hockeyettan Södra  | 6         | 3:a i vårettan       |                                                                                            |
| 2019/2020        | Hockeyettan Södra  | 1         | 5:a i Allettan Södra | Besegrar Nyköping, utslagna av Hudiksvall                                                  |
| 2020/2021        | Hockeyettan Södra  | 2         | 1:a i Allettan södra | Slutspel: Besegrar Borlänge och Visby 2:a i kvalserien till Hockeyallsvenskan              |
| 2021/2022        | Hockeyettan Södra  | 4         | 1:a i Allettan Södra | Slutspel: Besegrar Borlänge, 3:a i kvalserien                                              |
| 2022/2023        | Hockeyettan Södra  | 5         | 2:a i Allettan södra | Slutspel: Besegrar Vimmerby, 1:a i kvalserien, uppflyttade                                 |
| 2023/2024        | Hockeyallsvenskan  | 8         |                      | Slutspel: Besegrar Almtuna, utslagna av Brynäs                                             |
| 2024/2025        | Hockeyallsvenskan  | 9         |                      | Slutspel: Utslagna av Oskarshamn                                                           |

## Nybros huvudtränare
| Tränare          | År        | Källor och kommenterer                                  |
| ---------------- | --------- | ------------------------------------------------------- |
| Martin Karlsson  | 1997-2000 | Första heltidsanställda tränaren                        |
| Lenny Eriksson   | 2000-2003 | [ 51 ] [ 52 ] [ 53 ] [ 54 ]                             |
| Gunnar Johansson | 2003–2004 | Byte mitt under säsongen.                               |
| Per Lehtonen     | 2004–2005 | [ 57 ]                                                  |
| Mikael Tisell    | 2005–2006 | [ 59 ] [ 60 ]                                           |
| Hans Baumann     | 2006      | [ 61 ] [ 62 ]                                           |
| Anders Rörhed    | 2006-2007 | Tog över i november.                                    |
| Lenny Eriksson   | 2007–2009 | [ 64 ] [ 65 ] [ 66 ]                                    |
| Torgny Bendelin  | 2009–2011 | [ 67 ] [ 68 ] [ 69 ]                                    |
| Mike Beharrell   | 2011–2013 | Byte mitt i säsongen                                    |
| Sami Lehtinen    | 2013      | Tog över i januari.                                     |
| Daniel Eriksson  | 2013      | Byte mitt i säsongen                                    |
| Andreas Holfelt  | 2013–2018 | Tog över i november.                                    |
| Sami Lehtinen    | 2018      | [ 80 ] [ 81 ]                                           |
| Nicklas Vikström | 2018–2019 | Byte mitt i säsongen.                                   |
| Mikael Tisell    | 2019–2022 | Uppsagd 19 november.                                    |
| Pekka Virta      | 2022–2023 | Tillträdde 22 november.                                 |
| Pontus Nyberg    | 2023      | Tillträdde 7 april med sex omgångar kvar av kvalserien. |
| Tommy Samuelsson | 2023–2025 | [ 86 ]                                                  |
| Hampus Sylvegård | 2025–     | [ 87 ]                                                  |